# Burgruine Stickelberg

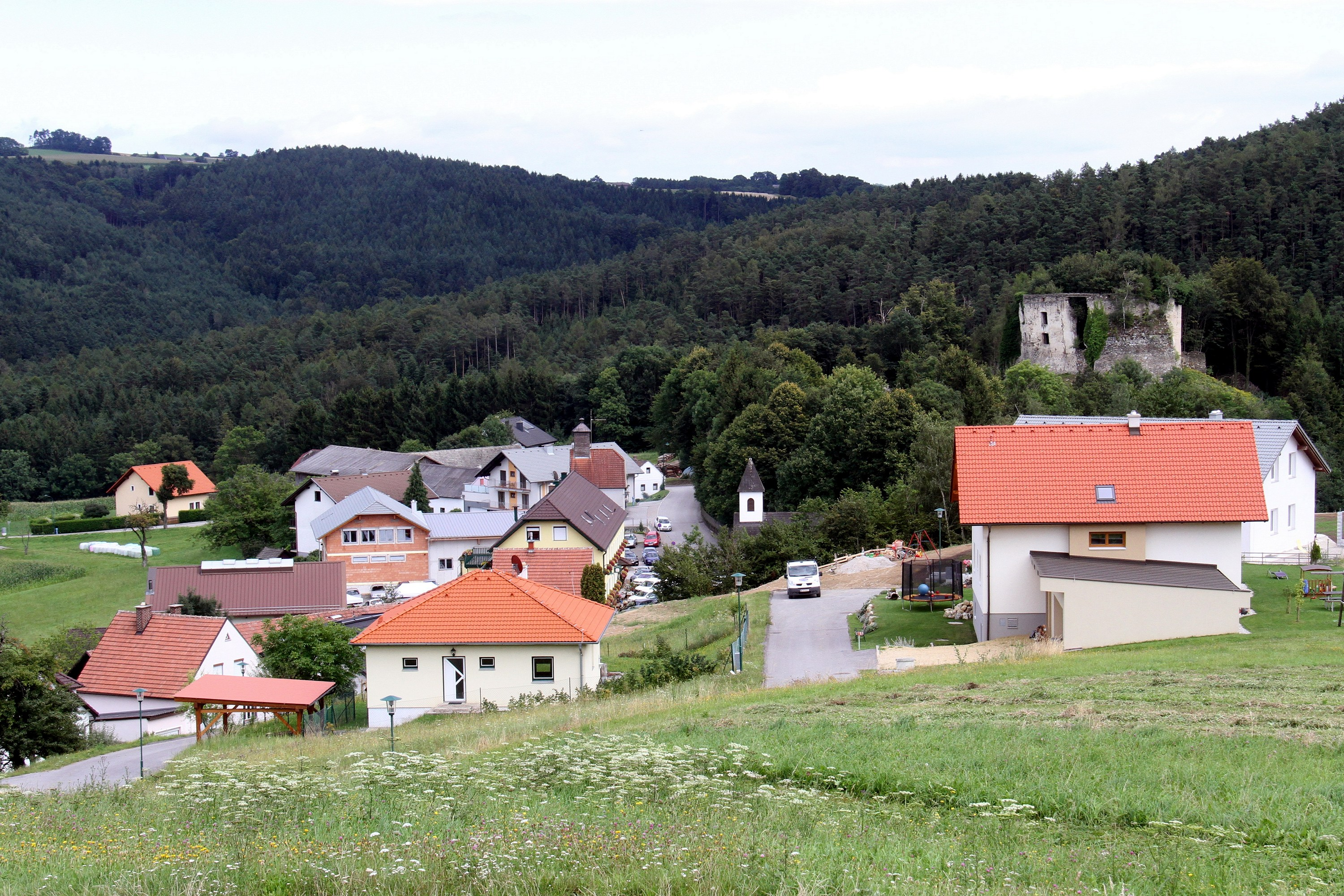
Panorama von Stickelberg mit der Burgruine (rechts)

Die Burgruine Stickelberg (historischer Name castrum Steckilberc) ist die Ruine einer Höhenburg auf einem Bergrücken im Ort Stickelberg im Gemeindegebiet von Hollenthon im Bezirk Wiener Neustadt-Land in Niederösterreich. Sie ist in Privatbesitz und heute verfallen. Aufgrund der Baufälligkeit kann die Burgruine, die unter Denkmalschutz (Listeneintrag) steht, nicht begangen werden.

## Geschichte
Der Erbauer der Burg ist unbekannt. Erstmals wird die Burg 1259 im Testament von Berthold von Treun urkundlich erwähnt. In diesem vermacht er die Burg an den österreichischen Landesfürsten und böhmischen König Ottokar II. Přemysl, wodurch die Burg landesfürstlich wurde. Berthold von Treun stammte aus dem Gebiet um Pettau im heutigen Slowenien. Dieser musste sich nach Österreich absetzen, nachdem er an einem missglückten Aufstand des untersteirischen Landadels gegen die ungarische Statthalterschaft teilgenommen hatte. In einer Urkunde aus dem Jahr 1305 werden in einer Urkunde Heinrich und Ludwig von Stickelberg als Zeugen genannt.
Die Burgruine steht auf einer Rundfallkuppe und ist durch einen Halsgraben vom Hinterland abgetrennt. Rund um die Hügelplatte zieht sich die alte Ringmauer, die eine Höhe von 12 Metern und eine Dicke von 120 bis 180 Zentimetern aufweist. Sie besaß zwei Zugänge, die mit Rollenzugbrücken gesichert waren. Der Ausbau des inneren Walls lässt darauf schließen, dass dieser die Hauptverteidigungslinie war. Um ein zusätzliches Hindernis zu schaffen, konnte der an der Rückseite vorbeiführende Stickelberger Bach aufgestaut werden.
Leutold von Stickelberg, der 1397 als Kämmerer des Herzogs fungierte, war das bedeutendste Familienmitglied der Stickelberger. Da ihm diese Tätigkeit nur wenig Zeit ließ, sich des Familienbesitzes anzunehmen, setzte er einen Burggrafen als Verwalter ein. Dank seiner Verdienste als Burggraf von Mödling wurde ihm für Stickelberg die Blutgerichtsbarkeit zugesprochen. Da die Burg Stickelberg in erster Linie verwalterische Aufgaben hatte, wurde sie in den Konflikt zwischen Kaiser Friedrich III und Matthias Corvinus nicht einbezogen.
Im Lauf der Jahre wurde die Burg zweimal umfangreich umgebaut. So wurden um 1400 die Verteidigungsanlagen wesentlich verstärkt. Dabei wurden im Nordosten und im Südwesten Verstärkungspfeiler an der Ringmauer angebracht, die eine Dicke von 250 Zentimetern aufweisen.
Um 1600 wurde an der ganzen Nordseite ein neuer Wohntrakt errichtet. In der Ecke wurde ein Stiegenturm zwischen dem alten Palas und dem neuen Trakt errichtet. Das Tor in den inneren Burghof wurde durch einen Zwinger gedeckt. Die Einfahrt verlief entlang der gesamten Ostseite. Nach außen geschützt wurde sie einerseits durch die äußere Ringmauer und andererseits durch eine langgestreckte Bastion, die sich vier Meter vom Boden abhob. Mit fünf weiteren vorspringenden spitzwinkeligen Bollwerken wurde die äußere Umfassungsmauer geschützt. Da der Innenraum relativ klein war, können dafür nur jeweils zwei Mann vorgesehen gewesen sein. Der an der Nordseite befindliche Torgraben war mehr als 20 Meter breit und die Sohle lag 9 Meter unter der Schwelle. Der vorangestellte Festungswall war in einem Halbkreis angeordnet und wies eine Kronenbreite zwischen neun und zehn Metern auf. Auf der Innenseite fiel er um mehr als drei und an der Außenseite um mehr als sechs Meter ab. Das westliche Ende wurde bastionsartig verbreitert.

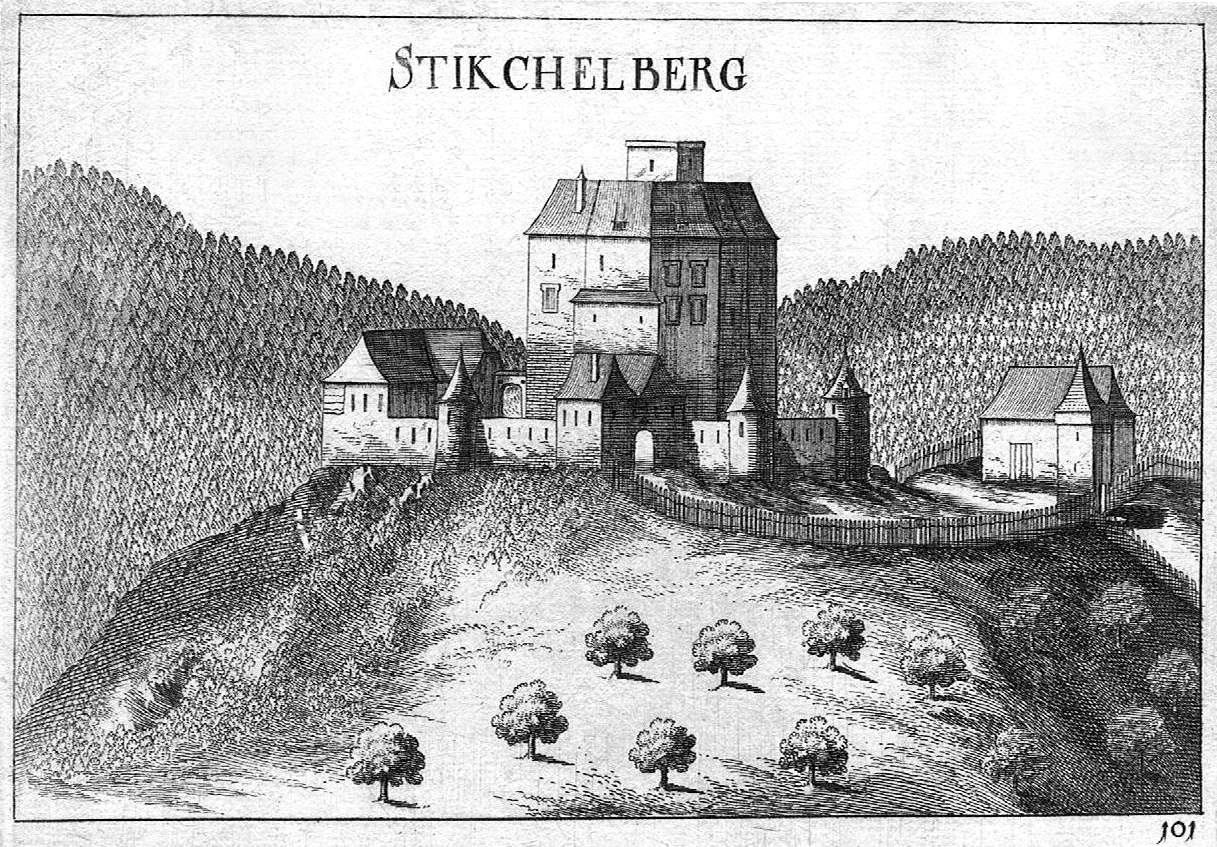
Burg Stickelberg nach einem Stich von Georg Matthäus Vischer in Topographia Austriae superioris modernae (1674)

Die Brüder Andreas und Ulrich von Weißpriach kauften 1497 die Burg von Georg von Stickelberg. 1558 verkaufen diese die Burg widerrechtlich – sie war ja ein landesfürstliches Lehen – an Ulrich von Neidegg. Da sie von Johann von Weißpriach ein hohes Darlehen erhalten hatten, legalisierten Kaiser Ferdinand I und Maximilian II das Lehensverhältnis. 1607 wurde die Burg an Ehrenreich Wurmbrand veräußert. Dieser brachte Stickelberg damals in einen Fideikommiss ein.
Wegen ihrer geringen Größe hatte die Burg keine strategische Bedeutung. Dennoch war sie noch in der ersten Hälfte des 16. Jahrhunderts in das Kreidfeuersystem des Landes integriert. Auch als Fluchtburg vor den Türkeneinfällen war die Burg aufgrund ihrer Kleinräumigkeit nur wenig geeignet.
1705 erfolgte bei den Wurmbrands eine Erbteilung. Stickelberg kam zu Johann Wilhelm Wurmbrand. 1749 gelang es diesem, den gesamten Familienbesitz in seine Hand zusammenzuführen. Die Burgruine Stickelberg, die mit der Herrschaft Steyersberg verbunden ist, verblieb bis heute bei der Familie Wurmbrand-Stuppach.
Die Anlage war im 17. Jahrhundert zumindest noch zeitweise bewohnt. Wann der Verfall der Burg einsetzte, ist nicht bekannt. Der Stich von Georg Matthäus Vischer in der Topographia Austriae superioris modernae zeigt sie als noch unbeschädigte kleine Turmburg (siehe Bild links). Vermutlich als Folge der Vereinigung mit Steyersberg verfiel die Burg im Lauf der Zeit immer mehr. Die Einführung der Tür- und Dachsteuer um 1810 beschleunigte zusätzlich den Verfall.
Das sogenannte „Jägerhaus“, das der Burg vorgesetzt ist, wurde im 20. Jahrhundert renoviert und wieder für Wohnzwecke adaptiert.

## Galerie

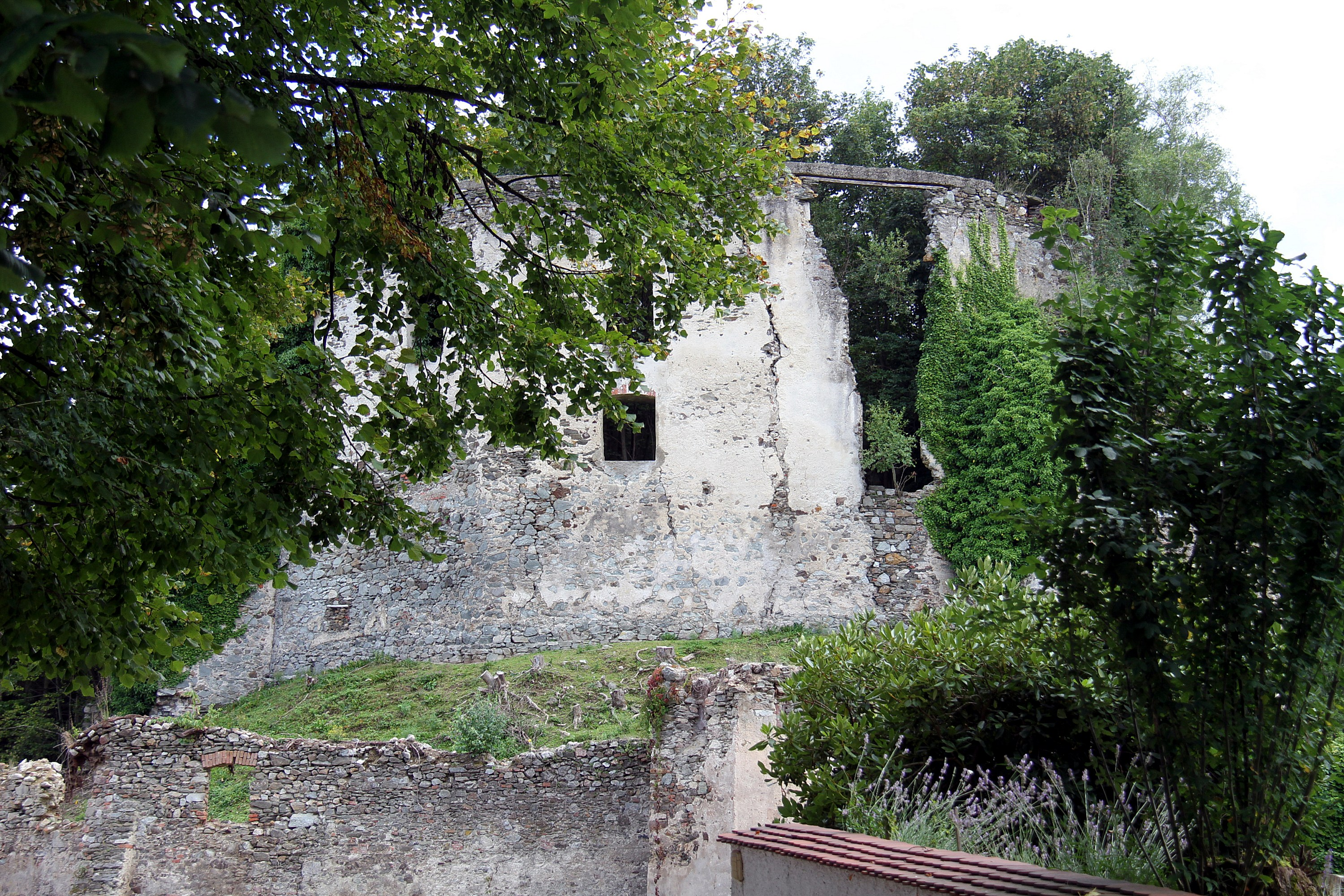
Burgruine von Norden
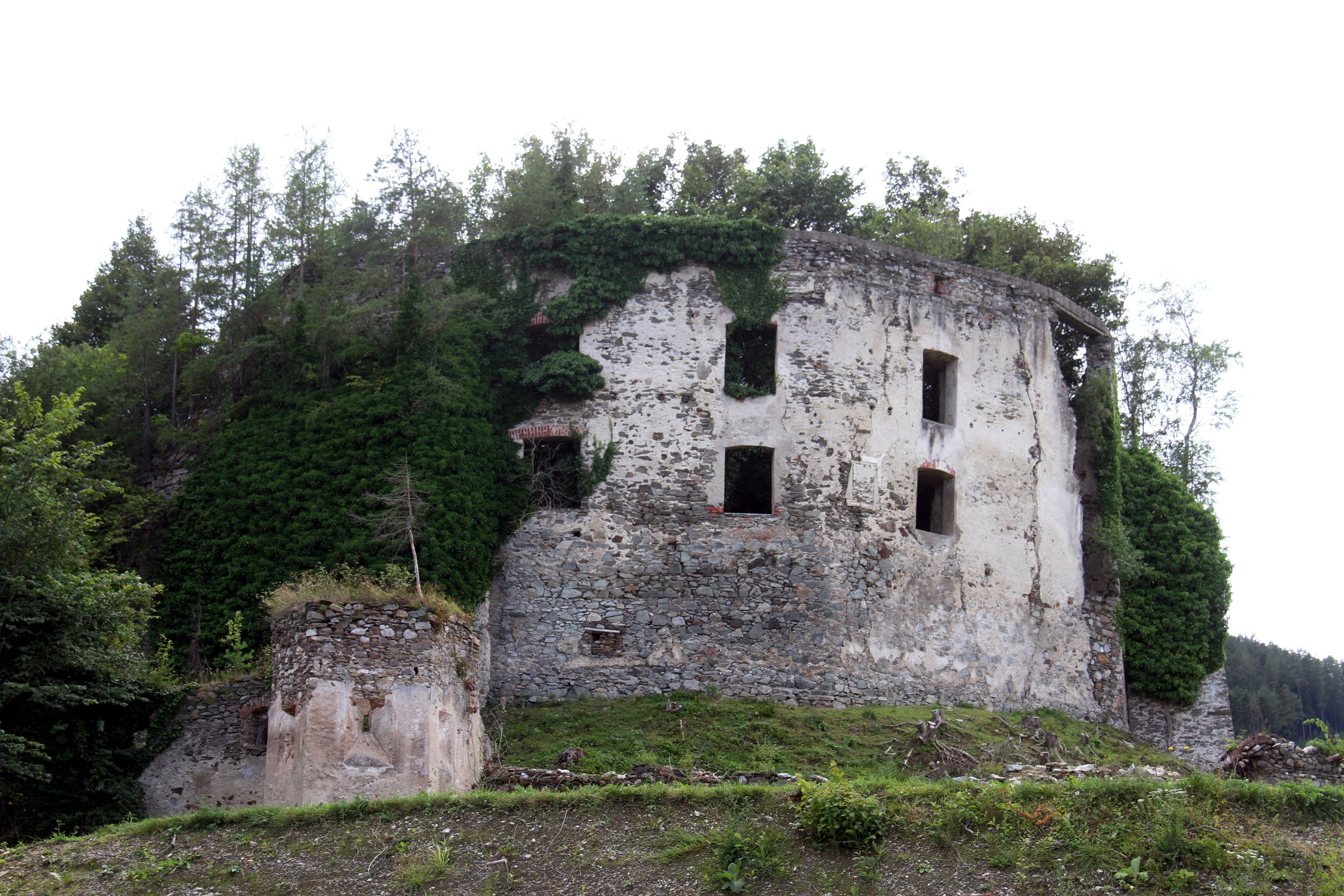
Burgruine von Nordosten
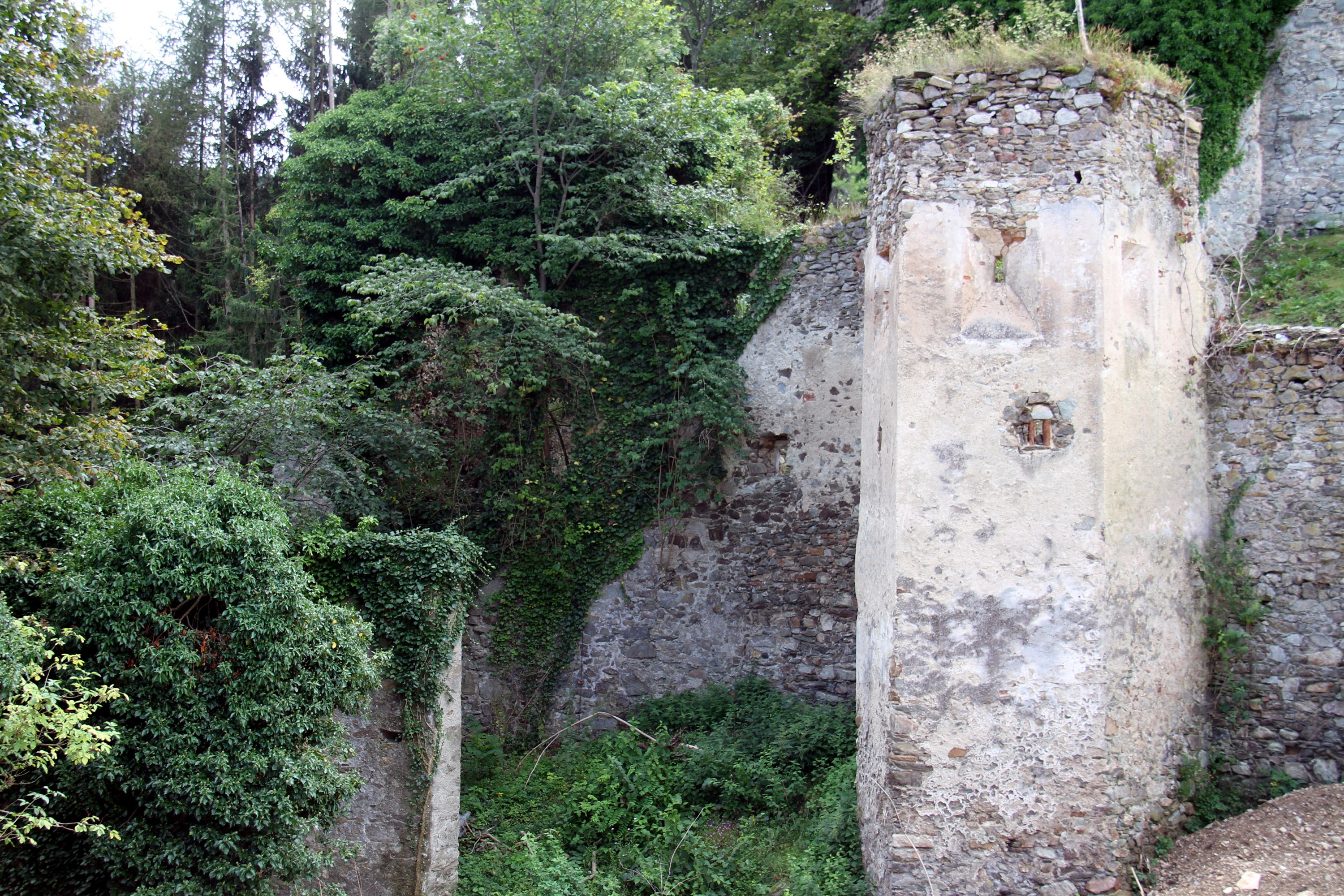
Einer der Verstärkungspfeiler
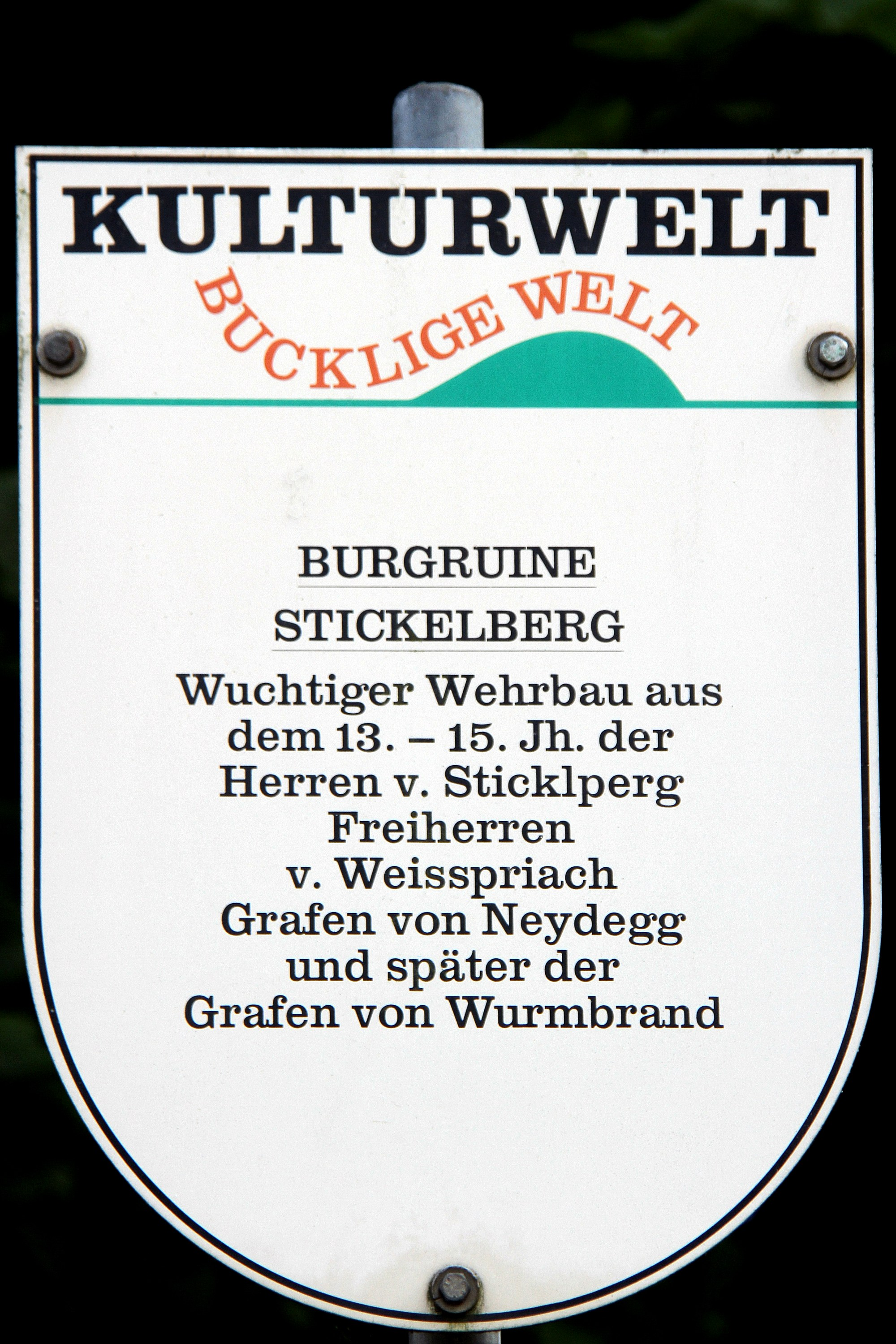
Denkmalbeschreibung
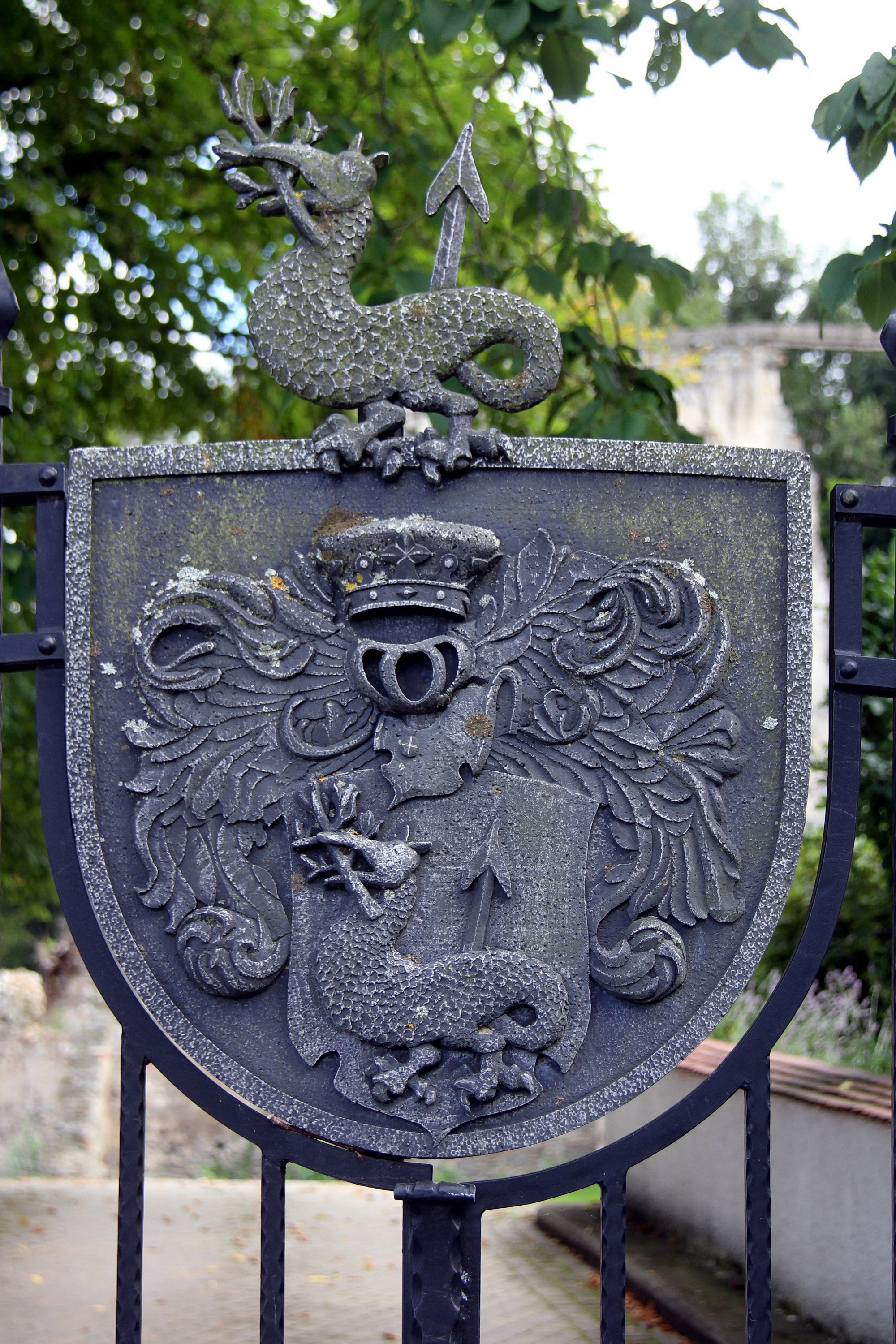
Wappen der Stickelberger